# NGC 2013
NGC 2013 في الفهرس العام الجديد، هي مجرة، تقع في كوكبة ممسك الأعنة. اكتشفت في 10 فبراير 1831 بواسطة جون هيرشل.

## روابط خارجية
- NGC 2013 على موقع ويكي سكاي: DSS2, SDSS, GALEX, IRAS, Hydrogen α, X-Ray, Astrophoto, Sky Map, Articles and images